# 小川和夫
小川 和夫（おがわ かずお、1909年8月10日 - 1994年3月26日）は、日本の英文学者。元NHK職員。

## 経歴
東京市浅草区（現・東京都台東区）生まれ。水戸高等学校文科乙類を経て、1935年に東京帝国大学文学部英文科を卒業。
翌1936年に当時社団法人だったNHKにアナウンサーとして入局。戦前のNHKは軍の宣伝機関であったこともあり、今日のような分業制はとられておらず、報道記者も兼ねていた。戦後の改革で報道専業となり、外信部（現在の国際部）に配属。1961年ロンドン支局長、1962年ヨーロッパ総局長、1965年報道局長、1967年解説委員室主幹。
記者勤務の傍ら、イギリス・ロマン派の文学を研究、翻訳を行った。NHKを定年退職後の1968年成蹊大学教授、1976年東洋大学教授、1980年定年で東洋大学を退職した。
バイロン『ドン・ジュアン』の訳注で、読売文学賞（研究・翻訳部門）を受賞後まもなくに没した。

## 著書
- 近代英文學と知性 自我の發展 研究社出版, 1952
- アメリカ文学における新批評 ランサム、ブルックス、ベン・ウォーレンなど 早川書房, 1954
- ロンドン暮色 イギリス紀行 研究社出版, 1956。英米文学語学選書
- ニュー・クリティシズム その歴史と本質 弘文堂, 1959。現代芸術論叢書
- 英詩 鑑賞と分析 研究社出版, 1968
- ニュー・クリティシズム 本質と限界 南雲堂, 1968
- レスター・スクウェアの緑蔭 ロンドン・エッセイ集 研究社出版, 1971
- イギリス浪漫詩の詩法 研究社出版, 1975
- キーツのオード 鑑賞と分析 大修館書店, 1980
- 明治文学と近代自我 比較文学的考察 南雲堂, 1982
- わがエドガア・ポオ 荒竹出版, 1983
- 英詩饗宴 詩の味わい方 南雲堂, 1984

## 編纂
- ニュークリティシズム辞典 橋口稔共編 研究社, 1961
- 平田禿木選集（全5巻） 島田謹二と共編 南雲堂, 1981-1986
  - 平田禿木から福原麟太郎への手紙 南雲堂, 1986。別冊

## 翻訳
- ユリイカ E・A・ポウ 牧野信一共訳、芝書店, 1935
  - 改訳「ポオ 詩と詩論」創元推理文庫, 1979

※元版『ポオ全集』 東京創元社（全3巻）や、筑摩書房「世界文学全集　ポオ」で短編分担訳
- 自意識と戀愛 無意識の狂想曲 D.H.ロレンス 芝書店, 1936
  - 無意識の幻想 青木書店・文化叢書, 1940／南雲堂・不死鳥選書, 1957、新版1968、改訂1978
- バイロン・手紙と日記 中野好夫共訳、青木書店, 1938／角川文庫, 1968
- 異端者ヴァセック ウィリアム・ベックフォード 新月社, 1946
- プリンス・オットー スティヴンソン 思索社, 1948、「世界文學全集」河出書房, 1951／岩波文庫, 1952 復刊1992
- 自我の人―マンフレッド バイロン 日本評論社・世界古典文庫, 1949
  - マンフレッド 岩波文庫, 1960 復刊1990
- 或る女の半生 ジョン・ゴールズワージィ 河出書房, 1951
- 凧・冬の船旅 サマセット・モーム 中野好夫共訳 英宝社, 1951
- サナトリウム・五十女 サマセット・モーム 中野好夫共訳 英宝社, 1951
- 大佐の奥方・母親 サマセット・モーム 中野好夫共訳 英宝社, 1951、のち各・新版
  - カジュアリーナ・トリー ちくま文庫, 1995。上記の新編
- 東洋航路・環境の力 サマセット・モーム 英宝社, 1952
- ヴィクトリア女王 リットン・ストレイチイ 角川文庫, 1953／冨山房百科文庫, 1981
- ドン・ジュアン バイロン 研究社選書, 1955
- バイロン詩集 角川文庫, 1969／白凰社, 1975、新版1988ほか
- 恋する女たち D.H.ロレンス 伊沢龍雄共訳 集英社, 1970 (世界文学全集)、新版1974ほか
- 後継者たち・自由な顛落 ウィリアム・ゴールディング 中央公論社, 1971 (世界の文学)、各・新装単行判, 1983。
  - 後継者たち ハヤカワ文庫, 2017
- ヴァセック・泉のニンフ  ウィリアム・ベックフォード、国書刊行会, 1980（ゴシック叢書）- 後者は野島秀勝訳
  - ヴァセック（グーテンベルク21・電子書籍, 2023）
- イタリアの薄明  D.H.ロレンス 南雲堂, 1987(紀行・評論選集1)
- 精神分析と無意識・無意識の幻想 D.H.ロレンス 南雲堂, 1987(同上 5)
- ドン・ジュアン バイロン 冨山房（上下）, 1993